# Машкауцан, Шабса Менделевич
Ша́бса Ме́нделевич Машкауца́н (в ранних документах Ша́пса; 6 января 1924, Оргеев, Бессарабия, Румыния — 19 сентября 2022, Нью-Хейвен, Коннектикут, США) — участник Великой Отечественной войны, младший сержант, Герой Советского Союза (1945).

## Биография
Родился в бессарабском городке Оргеев в семье маляра Менделя (Мендла) Ихильевича Машкауцана (1898—1964) и Рахили (Розы) Саневны Машкауцан (1899—1982).
Учился в хедере. Работал парикмахером. В начале Великой Отечественной войны эвакуировался в Шпаковский район Орджоникидзевского края.
12 августа 1942 года был призван в ряды Красной Армии Нальчинским военкоматом из Ессентуков, где работал линейным на участке связи трудового батальона.
Служил наводчиком орудия в 530-м отдельном истребительно-противотанковом артиллерийском полку 28-й армии Первого Украинского фронта.
Из наградного листа: 

29 апреля 1945 года в бою в районе Куммерсдорфа южнее Берлина наводчик орудия 530-го отдельного истребительно-противотанкового артиллерийского полка комсомолец младший сержант Ш. М. Машкауцан подбил две самоходные артиллерийские установки, танк и бронетранспортёр. Был контужен, но не покинул поле боя. Указом Президиума Верховного Совета СССР от 27 июня 1945 года за образцовое выполнение боевых заданий командования и проявленные при этом мужество и героизм младшему сержанту Шабсе Менделевичу Машкауцану присвоено звание Героя Советского Союза с вручением ордена Ленина и медали «Золотая Звезда».
После войны демобилизовался, окончил техникум в Сороках, работал старшим мастером цеха на Кишинёвском тракторном заводе, был директором заводского технического училища. В июне 1989 года эмигрировал с семьёй в США (Нью-Джерси), затем переехал в Нью-Хейвен (Коннектикут).
Скончался 19 сентября 2022 года.

## Награды
- Присвоено звание Героя Советского Союза указом Президиума Верховного Совета СССР от 27 июня 1945 года (с вручением ордена Ленина и медали «Золотая звезда») за героизм и мужество, проявленные в бою при взятии Берлина в районе поселения Куммерсдорф в 25 километрах к югу от Берлина 29 апреля 1945 года[10].
- Награждён также орденом Отечественной войны 1-й степени, двумя медалями «За отвагу», другими наградами.